# 1936-os magyar teniszbajnokság
Az 1936-os magyar teniszbajnokság a harmincnyolcadik magyar bajnokság volt. A bajnokságot május 17. és 26. között rendezték meg Budapesten, a BBTE pályáján.

## Eredmények
| Versenyszám  | Arany                             | Arany | Ezüst                                          | Ezüst | Bronz                                                                                            | Bronz |
| ------------ | --------------------------------- | ----- | ---------------------------------------------- | ----- | ------------------------------------------------------------------------------------------------ | ----- |
| Férfi egyéni | Szigeti Ottó MAC                  |       | Balázs Zsigmond BEAC                           |       | Dallos György MACPető Béla MAC                                                                   |       |
| Női egyéni   | Sass Márta BBTE                   |       | dr. Schréder Lászlóné BLKE                     |       | Sárkány Lili BBTEBaumgarten Magda Újpesti TE                                                     |       |
| Férfi páros  | Szigeti Ottó, Pető Béla MAC       |       | Dallos György, Dallos Béla MAC                 |       | Ferenczy Emil, Macsuha Vladimir MAFCStraub János, Balázs Zsigmond BEAC                           |       |
| Női páros    | Sass Márta, Sárkány Lili BBTE     |       | dr. Schréder Lászlóné, dr. Paksy Józsefné BLKE |       | Aszlán Baba, Demkó Eszter BSEBaumgarten Magda, Musitz Lajosné Újpesti TE                         |       |
| Vegyes páros | Szigeti Ottó, Schummer Aranka MAC |       | Ferenczy Emil, dr. Paksy Józsefné MAFC, BLKE   |       | Balázs Zsigmond, Sárkány Lili BEAC, BBTEPapp-Kökényesdy Sándor, Rugonyi Lenke MOVE Egri SE, BLKE |       |